# 伊恩·奧斯丁

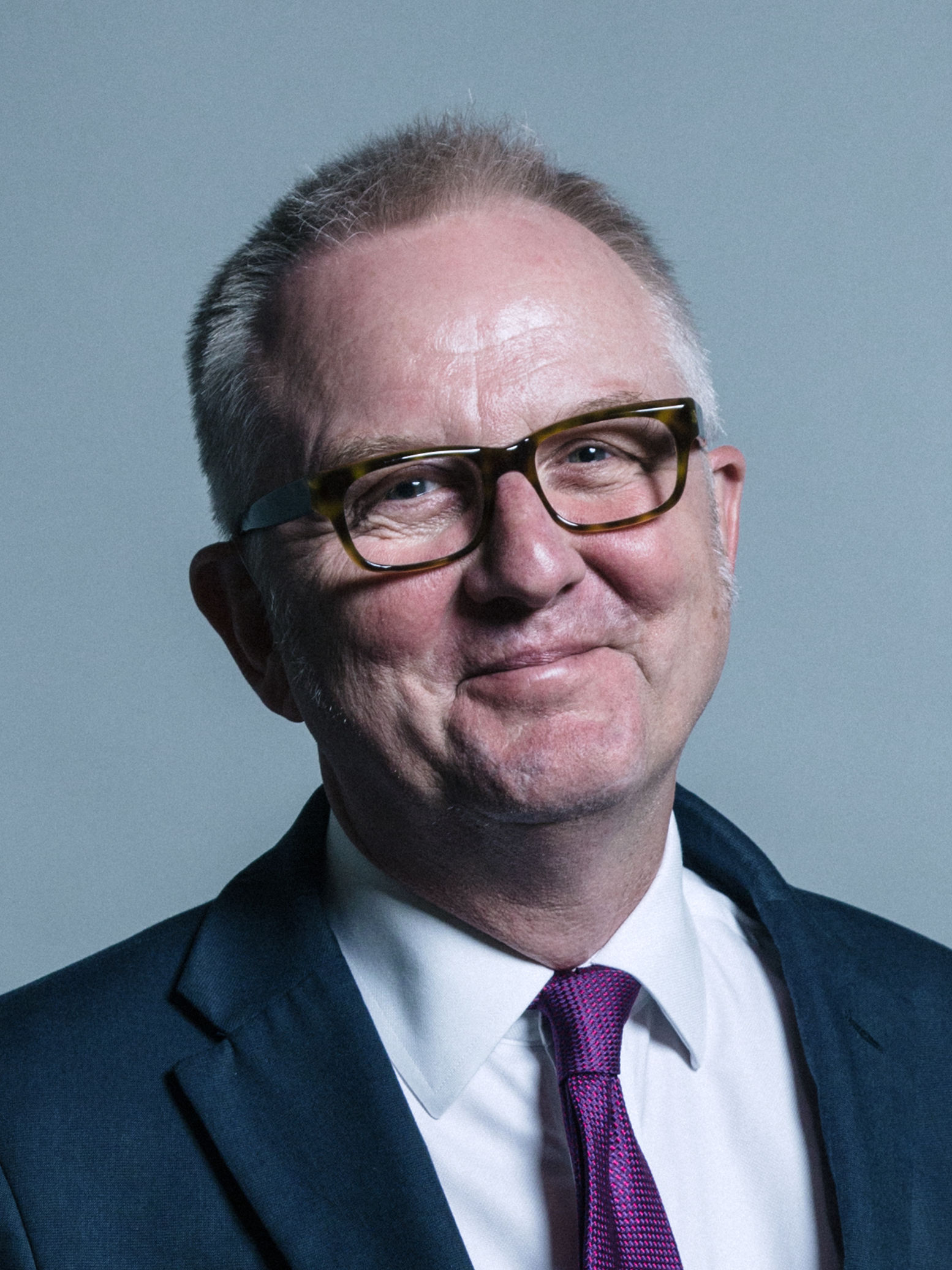

伊恩·奧斯丁（Ian Austin，1965年3月8日—）是一位英格蘭政治人物，他的黨籍是工黨。自2005年開始，他擔任北達德利選區選出的英國下議院議員。他畢業於艾塞克斯大學。